# Eupithecia turkmena
Eupithecia turkmena är en fjärilsart som beskrevs av Mironov 1989. Eupithecia turkmena ingår i släktet Eupithecia och familjen mätare. Inga underarter finns listade i Catalogue of Life.